# الجبهة السلفية
الجبهة السلفية هي رابطة سياسية ذو توجه إسلامي سلفي ظهرت في مصر خلال أو بعد ثورة 25 يناير تجمع بين عدة هيئات سلفية دعوية وعدد من رموز السلفية المستقلة من محافظات مختلفة لهم نفس الاتجاه، وتصف نفسها بكونها «ليست حزباً سياسياً ولا جماعة تنظيمية». دعمت الجبهة السلفية ترشيح حازم صلاح أبو إسماعيل في انتخابات 2012 الرئاسية في مصر. وأطلقت حزب الشعب ذو التوجه السلفي كذراع سياسي لها في 8 أكتوبر 2012، شاركت في المظاهرات التي أعقبت الإنقلاب العسكري في 2013 ضمن «التحالف الوطني لدعم الشرعية»، كما دعت الجبهة لـ «إنتفاضة الشباب المسلم» في 28 نوفمبر 2014م والتي شارك فيها عدد كبير من طلاب الجامعات المصرية وأعربت جماعات إسلامية أخرى بما في ذلك حزب الفضيلة وحزب التحرير الإسلامي وحزب الوسط وحزب العمل والإخوان المسلمين عن دعمها للاحتجاجات. كما تم وصفها بأنها واحدة من أكثر الحركات الإسلامية ثورية في مصر. منسق الجبهة السلفية ومتحدثها الرسمي هو الدكتور خالد سعيد.

## التشكيل الهيكلي للجبهة
تضم الجبهة السلفية خمس لجان رئيسية وهي:
- المكتب السياسي
- المكتب الإعلامي
- اللجنة العلمية والدعوية
- لجنة الاتصال
- اللجنة الميدانية.

يتم انتخاب المنسق العام للجبهة من شورى الجبهة ليقوم بآداء مهمته الإدارية، ويظل في مكانه لمدة عامين قابلين للتجديد مرة واحدة فقط، ثم يتم انتخاب منسق عام جديد، حيث يكون مجلس شورى الجبهة عن طريق ممثل لكل محافظة أو كتلة دعوية بشخص أو اثنين، ويتم اتخاذ القرارات الرسمية للجبهة بالأغلبية، والذي يعبر عن الرأي الرسمي للجبهة هو المتحدث الرسمي حيث يتم اختياره من أعضاء اللجنة الاعلامية التابعة للجبهة.
اللجنة العلمية هي أحد أهم ركائز الجبهة السلفية وتختص بالضبط الشرعي لمواقف الجبهة حيث تكون اللجنة العلمية من عدد من أهم المشايخ المعروفين ذو التوجه السلفي.

## أهداف الجبهة
تتمثل أهداف الجبهة السلفية في العمل على ظهور الشريعة الإسلامية في مصر، وكذلك الدفاع عن الحقوق المشروعة للإسلاميين بتواجدهم في الساحة السياسية المصرية، والتصدي للهجمات الإعلامية الناقدة للفكر والتيار الإسلامي، والتحرر من التبعية الغربية سياسيا واقتصاديا وثقافيا وأخلاقيا.

## نشاط الجبهة
يعتبر أهم نشاط للجبهة هو انضمامها للتحالف الوطني لدعم الشرعية وهو تحالف نشأ عقب انقلاب 30 يونيو، حيث ضم التحالف كل من حزب البناء والتنمية التابع للجماعة الإسلامية في مصر، وحزب الحرية والعدالة التابع لجماعة الإخوان المسلمين، وحزب العمل المصري وحزب الفضيلة ذو التوجه السلفي أيضا، وحزب الإصلاح وحزب التوحيد العربي والحزب الإسلامي وغيرهم من الأحزاب والحركات الإسلامية.